# Mohammad Taghavi
Mohammad Taghavi (en persa: محمد تقوی‎: Provincia de Mazandarán, Irán; 8 de enero de 1968) es un exfutbolista y entrenador de Fútbol de Irán que jugaba en la posición de defensa.

## Carrera

### Club
| Periodo   | Club         |
| --------- | ------------ |
| 1984–1992 | Homa FC      |
| 1993–2000 | Esteghlal FC |

### Selección nacional
Jugó para Irán en siete ocasiones entre 1988 y 1989 y jugó la Copa Asiática 1988.

### Entrenador
Dirigió como entrenador interino al Tractor Sazi FC en la temporada 2018/19.

## Palmarés
- Liga Azadegan: 1

1997–98
- Copa Hazfi: 2

1995–96, 1999–2000